# Martin y Lewis
Martin y Lewis fue un dúo de comedia estadounidense conformado por el cantante y actor ítalo-estadounidense Dean Martin, nombre artístico de Dino Paul Crocetti (Steubenville, Ohio, 7 de junio de 1917 - Beverly Hills, California, 25 de diciembre de 1995) y el cómico judío-estadounidense Jerry Lewis (Newark, Nueva Jersey, 16 de marzo de 1926 - Las Vegas, Nevada, 20 de agosto de 2017), que debutó en el 500 Club de Atlantic City, el 25 de julio de 1946 y se separó exactamente diez años después, el 25 de julio de 1956.

## Historia

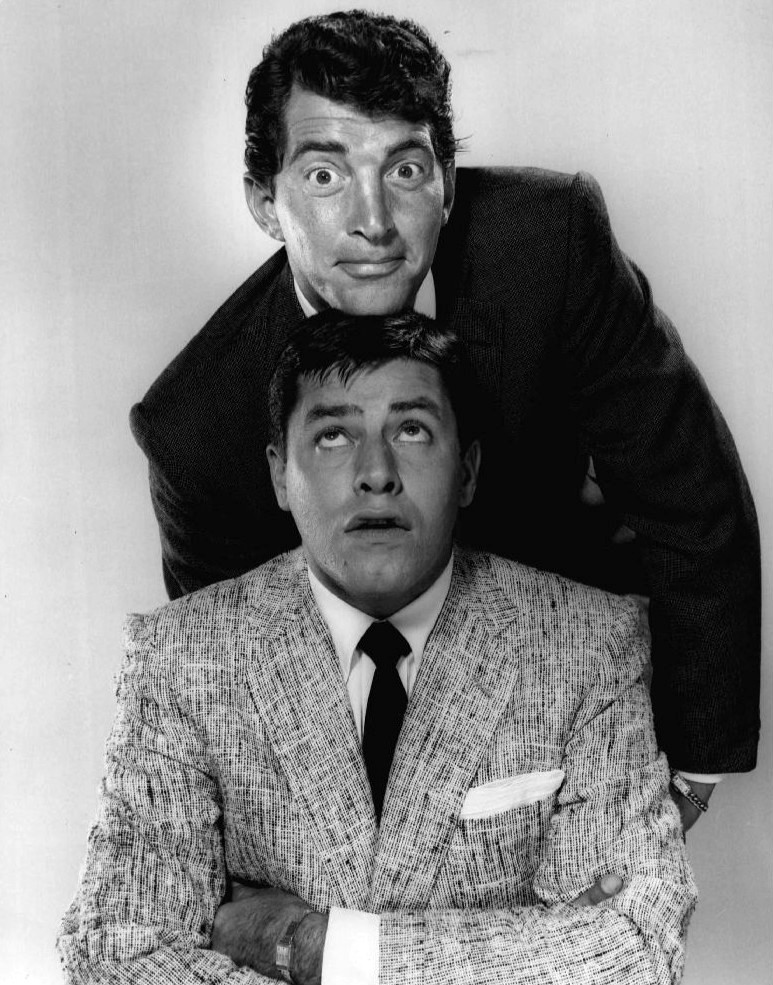

### Clubes nocturnos
En 1945, Dean Martin conoció a un joven cómico llamado Jerry Lewis en el Glass Hat Club, en Nueva York, donde ambos actuaban. Martin y Lewis debutaron en el 500 Club de Atlantic City, el 25 de julio de 1946, cuando Lewis le sugirió al propietario de club, Skinny D'Amato, que Martin sería un buen reemplazo para el cantante que debía actuar esa noche, y que no se había presentado. En un principio, el dúo no fue bien recibido y D'Amato amenazó a los artistas con rescindir su contrato si el acto no mejoraba. Entonces, decidieron eliminar chistes y gags guionados previamente y comenzaron a improvisar con bromas de slapstick y vodevil, que se burlaban del decoro del lugar y eran festejadas por el público.
Su éxito en el 500 Club les permitió obtener una serie de contratos bien pagados a lo largo de la Costa Este, que culminaron con una exitosa temporada de actuaciones en el Copacabana Club de Nueva York. La audiencia convulsionaba de la risa antes las constantes apariciones de Lewis, que interrumpía a Martin mientras él trataba de cantar, y que terminaban con ambos persiguiéndose mutuamente alrededor del escenario, de una manera tan divertida como fuera posible.
Finalmente, los artistas contrataron a los jóvenes escritores de comedia Norman Lear y Ed Simmons, con el objetivo de mejorar sus presentaciones.

### Éxito y separación
En poco tiempo, Martin y Lewis comenzaron a ser reconocidos, y el 20 de junio de 1948 llegaron a la televisión como los cómicos invitados de un nuevo programa de variedades que estrenaba la CBS, titulado Toast of the Town, cuyo presentador era Ed Sullivan (que con el tiempo se convertiría en el clásico de la televisión de los Estados Unidos llamado The Ed Sullivan Show, que se emitió hasta el año 1971).
En 1949, el éxito del dúo se trasladó al cine de mano de la productora cinematográfica Paramount, y protagonizaron un total de 18 rentables películas, dirigidas por realizadores como George Marshall, Hal Walker y Norman Taurog. La última de estas cintas fue Loco por Anita, junto a Anita Ekberg, en 1956. Paralelamente, a partir de 1951, la pareja tuvo también su propio espacio en televisión, como las estrellas invitadas del programa de variedades The Colgate Comedy Hour, emitido entre 1950 y 1955 por la NBC. Sin embargo, la relación de amistad entre ambos artistas comenzó a resentirse con roces y discusiones, debido al ego cada vez más grande de Lewis, quien creía que el éxito del dúo se debía sólo a su talento. Martin soportó a Lewis hasta el momento en que vio que ya no lo necesitaba y que podía iniciar una carrera en solitario.

### Reconciliación
En 1960, cuatro años después de que ellos se distanciaran, Martin y Lewis compartieron brevemente un escenario. Ambos realizaban sus propios espectáculos por separado en el Sands Hotel, en Las Vegas, un lugar en que ellos habían actuado con frecuencia mientras estuvieron juntos. Lewis apareció al final del show de Martin, y éste invitó a su antiguo compañero al escenario y lo presentó al público. Durante aproximadamente 15 minutos, ellos realizaron bromas y luego cantaron a dúo "Come back to me". Sin embargo, la reunión nunca fue replicada. Ese mismo año, mientras Lewis se hallaba actuando y dirigiendo la película The bellboy, Martin generosamente lo substituyó.
En 1976 se produjo la reconciliación definitiva del dúo, cuando Martin hizo una sorpresiva aparición en la Telethon que Lewis conducía anualmente a favor de la 'Asociación de Distrofia Muscular', por iniciativa de un amigo de ambos, el cantante y actor Frank Sinatra. De acuerdo a declaraciones posteriores de Lewis, ellos hablaron "todos los días a partir de ese momento".
En 1987, cuando el hijo de Dean, Dean Paul Martin, falleció en un accidente aéreo, Jerry acudió a su funeral, pero no se acercó a Martin en ningún momento, según dijo años más tarde, porque no quería que la prensa hablara de ello. Luego de enterarse de su presencia, Dean llamó por teléfono a Jerry y hablaron alrededor de una hora.
Dos años más tarde, se produjo la última aparición pública del dúo sobre un escenario, en el Bally's Hotel y Casino de Las Vegas, donde Dean se presentó durante una semana en ocasión de su 72.º cumpleaños. Jerry apareció con una torta de cumpleaños, le agradeció a su amigo por todos los años que habían compartido y finalmente bromeó: "Por qué nos peleamos, yo nunca lo sabré".

## Filmografía
| Año  | Título                   | Personaje de Jerry Lewis                | Personaje de Dean Martin            | Notas                                                     |
| ---- | ------------------------ | --------------------------------------- | ----------------------------------- | --------------------------------------------------------- |
| 1949 | My Friend Irma           | Seymour                                 | Steve Laird                         | Primera película del dúo.                                 |
| 1950 | My Friend Irma Goes West | Seymour                                 | Steve Laird                         | Única secuela que filmaron.                               |
| 1950 | At War with the Army     | PFC Alvin Korwin                        | Sgt. Victor Puccinelli              |                                                           |
| 1951 | That's My Boy            | "Junior" Jackson                        | Bill Baker                          |                                                           |
| 1952 | Sailor Beware            | Melvin Jones                            | Al Crowthers                        |                                                           |
| 1952 | Jumping Jacks            | Hap Smith                               | Chick Allen                         |                                                           |
| 1952 | Road to Bali             | "Woman" in Lala's Dream                 | Man in Lala's Dream                 | Cameo. Primera aparición en color.                        |
| 1953 | The Stooge               | Theodore Rogers                         | Bill Miller                         |                                                           |
| 1953 | Scared Stiff             | Myron Mertz                             | Larry Todd                          |                                                           |
| 1953 | The Caddy                | Harvey Miller, Jr.                      | Joe Anthony                         |                                                           |
| 1953 | Money from Home          | Virgil Yokum                            | Herman "Honey Talk" Nelson          |                                                           |
| 1954 | Living It Up             | Homer Flagg                             | Dr. Steve Harris                    |                                                           |
| 1954 | 3 Ring Circus            | Jerome F. Hotchkiss                     | Pete Nelson                         |                                                           |
| 1955 | You're Never Too Young   | Wilbur Hoolick                          | Bob Miles                           |                                                           |
| 1955 | Artists and Models       | Eugene Fullstack                        | Rick Todd                           |                                                           |
| 1956 | Pardners                 | Wade Kingsley, Sr. / Wade Kingsley, Jr. | Slim Mosley, Sr. / Slim Mosley, Jr. |                                                           |
| 1956 | Hollywood or Bust        | Malcolm Smith                           | Steve Wiley                         | Última película juntos. Coprotagonizada por Anita Ekberg. |

## Legado
- En el año 2002, CBS estrenó una película biográfica llamada "Martin and Lewis", dirigida por John Gray y protagonizada por Jeremy Northam como Martin y Sean Hayes como Lewis, que abarca el período desde 1946 hasta 1956 en el que ambos artistas trabajaron juntos.
- En el año 2016 se estrenó un espectáculo tributo llamado "Dean and Jerry: What Might Have Been", protagonizado por Derek Marshall en el papel de Dean Martin y Nicholas Arnold en el de Jerry Lewis.